# Cinéma tchèque
La Tchéquie (et auparavant la Tchécoslovaquie) est le berceau de nombreux cinéastes qui ont fait la renommée du cinéma tchèque. L'art cinématographique tchèque s'est popularisé au niveau international grâce aux œuvres de cinéastes comme Miloš Forman, avec des titres phares comme Vol au-dessus d'un nid de coucou, Amadeus et Jiří Menzel avec Trains étroitement surveillés.

## Histoire

### Genèse
L'histoire du cinéma tchèque commence en 1898 et met en avant les premiers films de Jan Kříženecký, considéré comme le père du cinéma tchèque. Les premières salles de cinéma s'ouvrent au public dès 1907, et en 1908, débute la Kinofa, première société de production cinématographique tchèque.
Anny Ondra est la première actrice de cinéma tchèque à s'exporter en Europe ; elle a joué le rôle central dans deux films d'Alfred Hitchcock, dont le premier film parlant britannique, Chantage (1929).

### L'entre-deux-guerres
L'histoire du cinéma tchécoslovaque est intimement connectée avec celle de la famille Havel puisque ce sont les frères Miloš Havel (1899-1968) et Václav Havel (1897-1979) (grand-père du président homonyme, Václav Havel) qui y ont joué un rôle-clé.
En 1921, Miloš Havel fonde la société par actions A-B en fusionnant les sociétés American Film distribution avec Biografia, une autre société de distribution de films.
Au début des années 1930, son frère Václav fonde les studios Barrandov et un complexe résidentiel de luxe pour les stars du cinéma naissant, à Barrandov, un quartier du sud de Prague nommé d'après Joachim Barrande, un géologue français qui avait fait des recherches sur le site riche en trilobites et autres fossiles.
Le premier film, Le Meurtre de la rue Ostrovní, sort des studios Barrandov en 1931. La production augmente rapidement et, en moyenne, huit longs-métrages en sortent par an, produits par trois cents employés.

### Après la Seconde Guerre mondiale
À la suite du coup de Prague de 1948, le cinéma tchèque est nationalisé. Dans les années 1950, les organes bureaucratiques chargés de l'industrie du cinéma dont le Film d'État tchécoslovaque (Československý státní film) prennent en charge le processus d'approbation des films, d'un point de vue idéologique sous la haute surveillance du parti communiste tchécoslovaque.
On peut, pour cette période, parler de dramaturgie d'État, réglementée dans ses moindres détails par des règlements, des directives et des organes bureaucratiques dont le Comité artistique cinématographique (Filmový umělecký sbor), la Centrale de dramaturgie (Ústřední dramaturgie) et ses antennes comme la Direction collective de la Centrale de dramaturgie (Kolektivní vedení ústřední dramaturgie), le Conseil du cinéma (Filmová rada), le Conseil artistique (Umělecká rada) et le Conseil « idéal » (comprendre idéologique) artistique (Ideově umělecká rada).
Les films de dessins animés de Karel Zeman, Jiří Trnka et Jan Švankmajer connaissent une réputation internationale.

### Nouvelle Vague tchèque
Le cinéma national tchèque connait une Nouvelle Vague en 1960 à l'initiative de plusieurs jeunes auteurs comme Miloš Forman et Menzel, Jaromil Jireš, Věra Chytilová, Jan Němec, Evald Schorm et František Vláčil , mais une censure se met rapidement en place.
La Nouvelle Vague tchécoslovaque s'est néanmoins rendue célèbre grâce aux talents de Miloš Forman, Věra Chytilová, Ivan Passer, Jaroslav Papoušek, Jiří Menzel, Jan Němec, Jaromil Jireš entre autres, notamment au moment du Printemps de Prague.

### Le cinéma tchèque après 1989
Dans les premières années après la révolution de Velours, l'industrie cinématographique est progressivement privatisée. Le premier film réalisé en dehors du monopole d'État est Tankový prapor (1991, par Vít Olmer), produit par la société Bontonfilm.
La censure d'État s'arrête et les réalisateurs doivent se confronter au marché.

### La Tchéquie, lieu de tournage
De nombreux films internationaux sont tournés en Tchéquie, parmi lesquels Casino Royale, La Môme ou les épisodes de la franchise Mission Impossible.

## Institutions
- Liste de festivals de cinéma en Tchéquie (en)
  - Festival international du film de Karlovy Vary
  - Festival du film de Zlín depuis 1961
  - Globe de cristal du Festival de Karlovy Vary depuis 1948
- Récompenses
  - Lions tchèques depuis 1993
  - Prix de la critique du cinéma tchèque (en) depuis 2010
  - Prix Trilobit (en)
- Studios Barrandov, Hostivar Studios, Stillking Films, KM Plus Media
- Académie tchèque des arts de la scène, musicaux, dramatiques et audiovisuels
- Académie du film de Prague (Filmová a televizní fakulta, FAMU)
- The Film Academy of Miroslav Ondricek, à Pisek (FAMO)
- Česko-Slovenská filmová databáze, base de données cinématographiques tchéco-slovaques (en ligne)

## Films
- (en) Liste chronologique des films tchèques
- (en) Liste chronologique des films slovaques
- Liste des meilleurs films tchèques (en)
- Liste de films tchèques sortis après 1989.
- Liste des longs métrages tchèques proposés à l'Oscar du meilleur film international
- Films d'animation tchèques
- Films documentaires tchèques

### Prix obtenus lors des grands festivals internationaux

#### Oscar du meilleur film en langue étrangère
Par trois fois, l’Oscar du meilleur film en langue étrangère a été décerné à un film tchèque ou tchécoslovaque : 
- Le Miroir aux alouettes de Ján Kadár et Elmar Klos en 1965 ;
- Trains étroitement surveillés de Jiří Menzel en 1967 ;
- Kolya, de Jan Svěrák en 1996.

#### Ours d'orà laBerlinale
- Alouettes, le fil à la patte (Skrivánci na niti) de Jiří Menzel en 1990.

## Cinéastes tchèques
- Karl Anton
- Hynek Bočan
- Jiří Brdečka
- Zbyněk Brynych
- František Čáp
- Věra Chytilová
- Miroslav Cikán
- Miloš Forman
- Martin Frič
- Hugo Haas
- Ladislav Helge
- Juraj Herz
- Svatopluk Innemann
- Vojtěch Jasný
- Jaromil Jireš
- Carl Junghans (de)
- Pavel Juráček
- Ján Kadár
- Elmar Klos
- Jan Stanislav Kolár
- Jiří Krejčík
- Jan Kříženecký
- Miroslav Josef Krňanský (cs)
- Václav Krška
- Václav Kubásek (cs)
- Karel Lamač
- Gustav Machatý
- Antonín Máša
- Jiří Menzel
- Jan Němec
- Ivo Novák (cs)
- Vít Olmer[3]
- Jan Palouš
- Jaroslav Papoušek
- Ivan Passer
- Přemysl Pražský
- Alfréd Radok
- Josef Rovenský
- Apolena Rychlíková
- Jan Schmidt
- Evald Schorm
- Zdeněk Sirový (cs)
- Vladimír Slavínský (cs)
- Karel Smyczek (en)
- Jaroslav Soukup
- Karel Steklý
- Jan Švankmajer
- Jan Svěrák
- Jiří Svoboda (cs)
- Jiří Trnka
- Hermína Týrlová
- Karel Vachek (cs)
- Vladislav Vančura
- Otakar Vávra
- Drahomíra Vihanová (cs)
- František Vláčil
- Václav Vorlíček
- Václav Wasserman (cs)
- Jiří Weiss
- Bořivoj Zeman
- Karel Zeman

### Sources et bibliographie

#### Ouvrages
- Eva Zaoralova, Jean-Loup Passek, Le cinéma tchèque et slovaque, Editions du Centre Pompidou, 1996, 288 p.  (ISBN 978-2858508921)